# 왕산초등학교 고단분교
왕산초등학교 고단분교는 대한민국 강원도 강릉시 왕산면 왕산로 23-23(고단리)에 있었던 공립 초등학교이다.

## 학교 연혁
- 1937년 9월 30일 고단공립보통학교로 개교(설립인가 8월 30일, 4년제)
- 1942년 3월 31일 6년제로 인가
- 1949년 1월 12일 구절분교장, 남곡분교장 설립인가
- 1961년 8월 5일 송현분교장 설립인가
- 1968년 3월 1일 구절국민학교 분리
- 1969년 3월 1일 송현국민학교 분리
- 1973년 7월 1일 구절분교장, 남곡분교장 정선군으로 편입
- 1985년 3월 1일 송현분교장 편입
- 1996년 3월 1일 고단초등학교로 개칭
- 1999년 9월 1일 왕산초등학교 고단분교로 편입
- 2010년 3월 1일 왕산초등학교로 통폐합